# Ocotempa, Tehuipango
Ocotempa är en ort i Mexiko.   Den ligger i kommunen Tehuipango och delstaten Veracruz, i den sydöstra delen av landet, 240 km öster om huvudstaden Mexico City. Ocotempa ligger 2 332 meter över havet och antalet invånare är 193.
Terrängen runt Ocotempa är kuperad åt sydväst, men åt nordost är den bergig. Runt Ocotempa är det ganska tätbefolkat, med 144 invånare per kvadratkilometer. Närmaste större samhälle är Zongolica, 17,5 km norr om Ocotempa. I omgivningarna runt Ocotempa växer i huvudsak städsegrön lövskog.